# Crazy Boy
Crazy Boy è un singolo di Fiorella Mannoia del 1994 prodotto e musicato da Piero Fabrizi e scritto nella parte testuale da Samuele Bersani con etichetta Harpo/Sony Music Entertainment; il singolo viene estratto dall'album Gente comune.
Il singolo Crazy Boy è anche presente nell'album Samuele Bersani, cantata dallo stesso cantautore con Peppe Servillo, il cantante del gruppo musicale degli Avion Travel.

## Tracce
1. Crazy Boy – 4:42 (testo: Samuele Bersani – musica: Piero Fabrizi)